# السياحة في إيطاليا

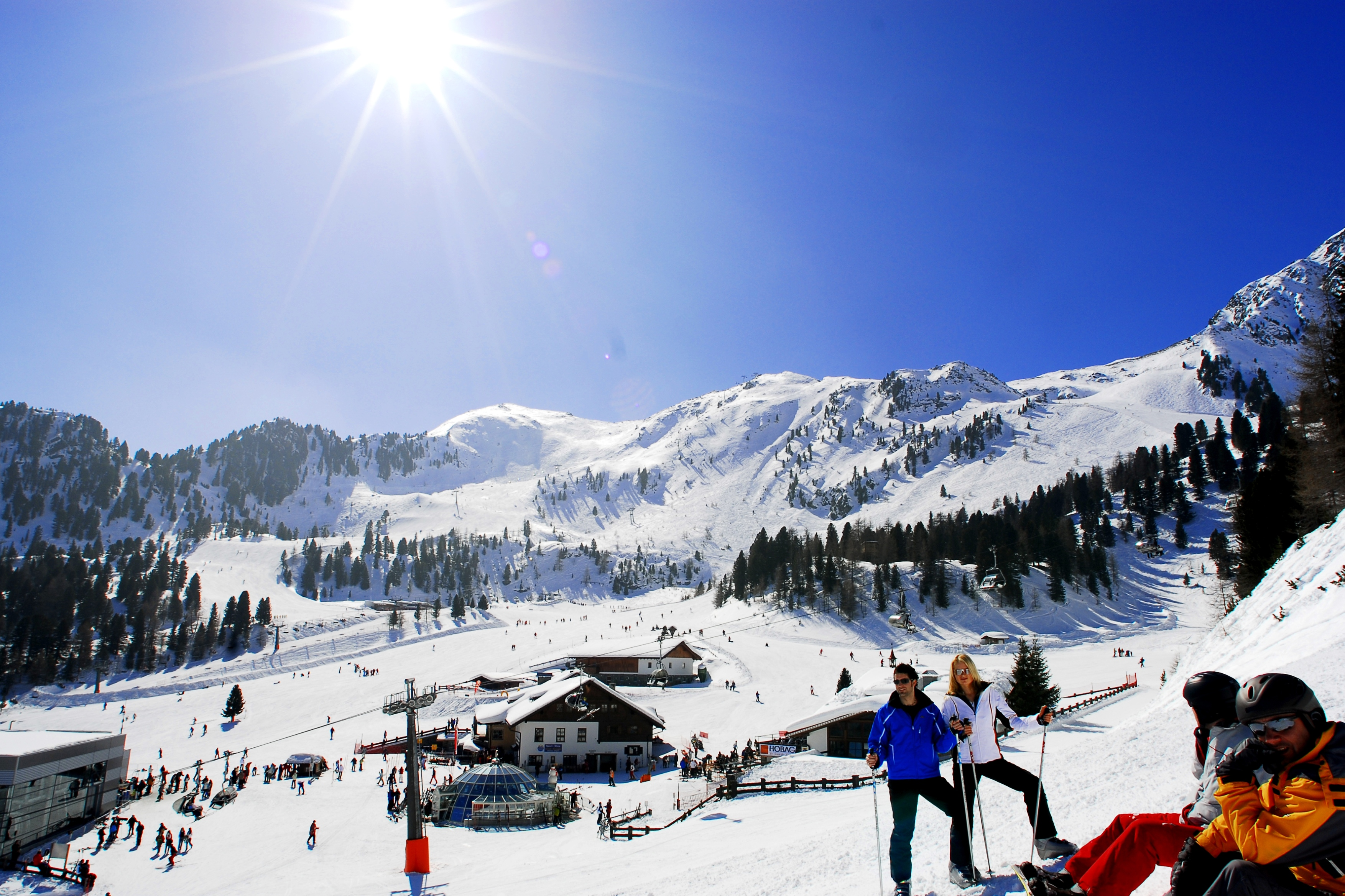
جبال الألب في شمال إيطاليا.

السياحة في إيطاليا هي أحد أكبر القطاعات الاقتصادية في البلاد. مع 60 مليون سائح سنويًا (2023)، تعد إيطاليا رابع أكثر دولة زيارة من حيث عدد الوافدين السياحيين الدوليين. وفقًا لتقديرات بنك إيطاليا لعام 2018، يولد قطاع السياحة بشكل مباشر أكثر من 6% من الناتج المحلي الإجمالي الوطني (13% lk الناتج المحلي الإجمالي غير المباشر) ويمثل أكثر من 6% من العمالة.
لطالما زار الناس إيطاليا منذ قرون، لكن خلال الجولة الكبرى كان الأرستقراطيون أول من زار شبه الجزيرة لأسباب سياحية في القرن السابع عشر وبدرجة أكبر في القرنين الثامن عشر والتاسع عشر. كانت هذه فترة زار فيها الأرستقراطيون الأوروبيون، وكثير منهم من البريطانيين والفرنسيين، أجزاء من أوروبا، وكانت إيطاليا وجهة رئيسية لهم. بالنسبة لإيطاليا، كان ذلك من أجل دراسة العمارة القديمة والثقافة المحلية والإعجاب بالجمال الطبيعي.
تتمثل عوامل الاهتمام السياحي في إيطاليا في الوقت الحاضر بشكل أساسي في الثقافة والطعام والتاريخ والأزياء والهندسة المعمارية والفن والمواقع والطرق الدينية والجمال الطبيعي والحياة الليلية والمواقع تحت المائية والمنتجعات الصحية. توجد السياحة الشتوية والصيفية في العديد من المواقع في جبال الألب وجبال الأبينيني، بينما تنتشر السياحة الساحلية على نطاق واسع في المواقع الساحلية على طول البحر الأبيض المتوسط. يتم الترويج للقرى الإيطالية الصغيرة والتاريخية والفنية من خلال جمعية I Borghi più belli d'Italia (حرفيًا «أجمل قرى إيطاليا»). تعد إيطاليا من بين البلدان الأكثر زيارة في العالم من قبل السياح خلال عطلة عيد الميلاد. تعد روما ثالث أكثر مدينة زيارة في أوروبا والثانية عشرة في العالم، إذ بلغ عدد زوارها 9.4 مليون في عام 2017 بينما تعد ميلانو خامس أكثر مدينة زيارة في أوروبا والسادسة عشرة في العالم، إذ بلغ عدد زوارها 8.81 مليون سائح. بالإضافة إلى ذلك، تعد البندقية وفلورنسا أيضًا من بين أفضل 100 وجهة في العالم. كما تعد إيطاليا الدولة التي تضم أكبر عدد من مواقع التراث العالمي لليونسكو في العالم (60)، ومن بين 60 موقعًا تراثيًا في إيطاليا، هناك 54 موقعًا ثقافيًا و6 مواقع طبيعية.
تركت الإمبراطورية الرومانية والعصور الوسطى وعصر النهضة والقرون التالية من تاريخ إيطاليا العديد من القطع الأثرية الثقافية التي تجذب السياح. بشكل عام، يعد التراث الثقافي الإيطالي هو الأكبر في العالم لأنه يتكون من 60 إلى 75 % من جميع الأصول الفنية الموجودة في كل قارة، مع أكثر من 4000 متحف و6000 موقع أثري و85000 كنيسة تاريخية و40000 قصر تاريخي، وكلها تخضع لحماية وزارة الثقافة الإيطالية. اعتبارًا من عام 2018، بلغ عدد الأماكن الثقافية الإيطالية (التي تشمل المتاحف والمعالم السياحية والحدائق والأرشيفات والمكتبات) 6610. تعد إيطاليا وجهة السياحة البحرية الرائدة في البحر الأبيض المتوسط.
في إيطاليا، توجد مجموعة واسعة من الفنادق، تتراوح من 1 إلى 5 نجوم. وفقًا للمعهد الوطني للإحصاء، في عام 2017، كان هناك 32988 فندقًا في إيطاليا بما مجموعه 1133452 غرفة و2239446 سريرًا. أما بالنسبة للمرافق غير الفندقية (المخيمات والقرى السياحية وأماكن الإقامة للإيجار والسياحة الزراعية وما إلى ذلك)، فقد بلغ عددها في 171915 بما مجموعه 2798352 سريرًا. يبلغ تدفق السياح إلى المنتجعات الساحلية 53 %؛ والمدن الأفضل تجهيزًا هي غروسيتو للسياحة الزراعية (217) وفيستي لمواقع التخييم والقرى السياحية (84) وأكواخ كورتينا دامبيزو الجبلية (20).

## نظرة تاريخية

### اليابسة والمناخ

#### الجيولوجيا
تقع إيطاليا في جنوب أوروبا، وتعتبر أيضًا جزءًا من أوروبا الغربية، بين خطي عرض 35 درجة و47 درجة شمالًا، وخطي طول 6 درجات و19 درجة شرقًا. يحد إيطاليا من الشمال سويسرا وفرنسا والنمسا وسلوفينيا، ويحدها تقريبًا مستجمعات المياه الألبية، التي تحيط بوادي بو وسهل البندقية. من الجنوب، تتكون من شبه الجزيرة الإيطالية بالكامل التي تعبرها جبال الأبينيني وجزيرتي البحر الأبيض المتوسط صقلية وسردينيا، بالإضافة إلى العديد من الجزر الأصغر. الدول ذات السيادة سان مارينو ومدينة الفاتيكان هي جيوب داخل إيطاليا، في حين أن كامبيوني ديتاليا هي جيب إيطالي في سويسرا.
إيطاليا جزء من نصف الكرة الشمالي. تبلغ المساحة الإجمالية للبلاد 301230 كيلومترًا مربعًا (116306 ميلًا مربعًا)، منها 294020 كيلومترًا مربعًا (113522 ميلًا مربعًا) من اليابسة و7210 كيلومترًا مربعًا (2784 ميلًا مربعًا) من المياه. بما في ذلك الجزر، يبلغ طول ساحل إيطاليا 7900 كيلومتر (4900 ميل) على البحر الأدرياتيكي والبحر الأيوني والبحر التيراني والبحر الليغوري وبحر سردينيا ومضيق صقلية، ولها حدود مشتركة مع فرنسا (488 كيلومتر (303 ميل)) والنمسا (430 كيلومتر (267 ميل)) وسلوفينيا (232 كيلومتر (144 ميل)) وسويسرا (740 كيلومتر (460 ميل)). تشكل سان مارينو (39 كيلومتر (24 ميلًا)) ومدينة الفاتيكان (3.2 كيلومتر (2.0 ميل))، وكلاهما من المناطق المنعزلة، بقية المساحة.